# Gaecheonjeol
Gaecheonjeol is een nationale feestdag in Zuid-Korea die gevierd wordt op 3 oktober. De dag staat ook wel bekend onder haar Engelse naam; National Foundation Day. Op deze dag viert men de stichting van de staat Gojoseon door haar mythische stichter Dangun Wanggeom in het jaar 2333 voor Christus.